# Monolepta wilsoni
Monolepta wilsoni là một loài bọ cánh cứng trong họ Chrysomelidae. Loài này được Kimoto miêu tả khoa học năm 1989.